# OSIMIS
OSIMIS (OSI Management Information Service) — объектно-ориентированная платформа управления, написанная на C++, которая основывается на модели OSI Systems Management (OSI-SM) и может быть использована для разработки приложений управления сетей телекоммуникации (Telecommunication Management Network (TMN) applications).
Помимо основной поддержки для создания приложений агентских и менеджерских ролей, OSIMIS также поддерживает общий CMIS / P для SNMP шлюза для интеграции устройств с SNMP интерфейсами. OSIMIS использует ISODE (ISO Development Environment) верхний слой стека OSI, который может работать не только над X.25, CLNP, но и над TCP/IP, используя метод RFC1006. OSIMIS предоставляет собой объектно-ориентированные компиляторы ASN.1 и GDMO, инфраструктуру общего агента, известную как Generic Managed System (GMS), общий менеджер инфраструктуры, известный как Remote MIB (RMIB) и общие приложения в виде MIB Browser, набор общих менеджеров командной строки и общий CMIS / P для SNMP шлюза.

## История
OSIMIS была первоначально разработана Университетским колледжем Лондона (UCL) в конце 1980-х и начале 1990-х годов. Широко она была использована как в научных исследованиях так и в коммерческих условиях, в связи с отсутствием коммерческих объектно-ориентированных TMN платформ в начале и середине 1990-х годов. Версии до 3.0 были полностью в общественном доступе, в то время как версия 4.0 была доступна через лицензионный договор для коммерческого использования, но была по-прежнему бесплатной для научных исследований. После этого основные разработчики закончили UCL, это перестало поставляться в последних версиях компилятора GNU / Unix, и в итоге он был снят после 2000 года. В контексте EU EMANICS Network of Excellent for the Management of the Internet and Complex Services, OSIMIS была портирована на последние версии компиляторов GNU / Linux и в настоящее время доступна через GNU Lesser General Public Licence (LGPL).
И OSIMIS, и ISODE работают с GNU G++/GCC версии 4.0.2 на последних версиях Linux.